# Гірчичник сивий
Гірчичник сивий або гіршфельдія сива (Hirschfeldia incana) — вид рослин родини капустяні (Brassicaceae). Етимологія: лат. incana — «сивий». Це єдиний вид у роді Hirschfeldia, який тісно пов'язаний з Brassica.

## Морфологія
Багаторічна рослина, дуже схожий за зовнішнім виглядом на Brassica nigra, але, як правило, коротша. Досягає висоти зростання від 20 до 100 сантиметрів. Є широка базальна розетка лопатевого біло-зеленого листя. Стебло і листя мають м'яке біле волосся. Квіти навесні і влітку, мають 4 жовті пелюстки, 6-9 мм. Плоди подовжені, 8–16 мм, тонкі, прямі або скручені. Насіння 0,7–1 мм, червонувато-коричневого кольору.

## Поширення
Батьківщина. Північна Африка: Алжир; Лівія; Марокко; Туніс. Кавказ: Вірменія; Азербайджан; Росія — Дагестан. Азія: Кіпр; Іран; Ірак; Ізраїль; Йорданія; Ліван; Сирія; Туреччина; Саудівська Аравія; Ємен. Європа: Україна — Крим; Албанія; Хорватія; Греція; Італія; Франція; Португалія; Іспанія. Натуралізований. ПАР; Японія; Австралія; Нова Зеландія; США; Аргентина; Чилі; Уругвай; Європа: Білорусь; Естонія; Латвія; Литва; Росія — європейська частина; Бельгія; Чехія; Німеччина; Нідерланди; Польща; Швейцарія; Ірландія; Норвегія; Велика Британія; Сербія; Словенія. Рослина є рідною для Середземномор'я, але може бути знайдена в багатьох частинах світу, як інтродукований вид. Росте в модифікованих людиною місцях проживання: дороги, канави, пустирі, поля.

## Використання
Листя їстівне і традиційно використовувалося в деяких областях, як листовий овоч.

## Галерея

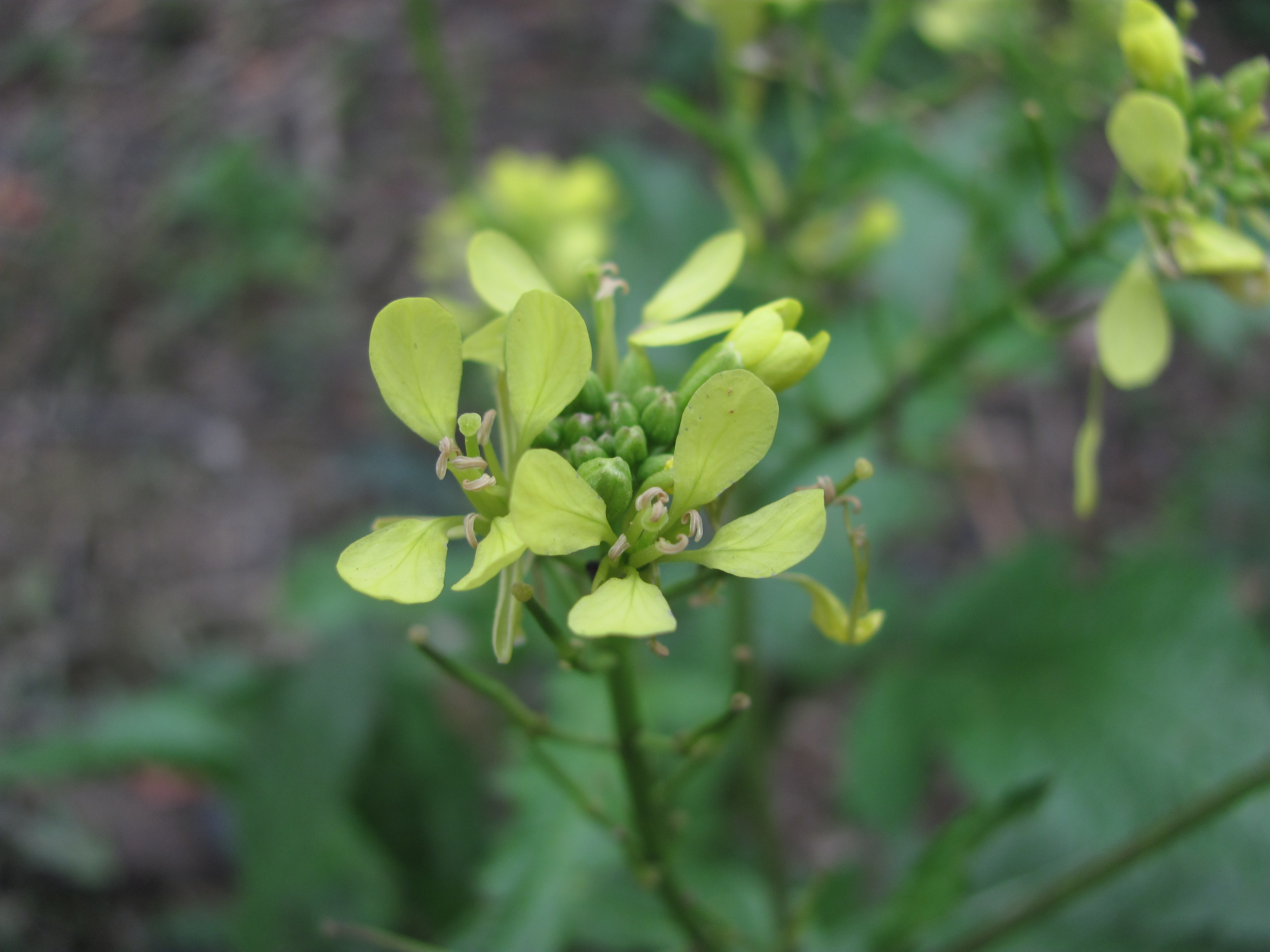
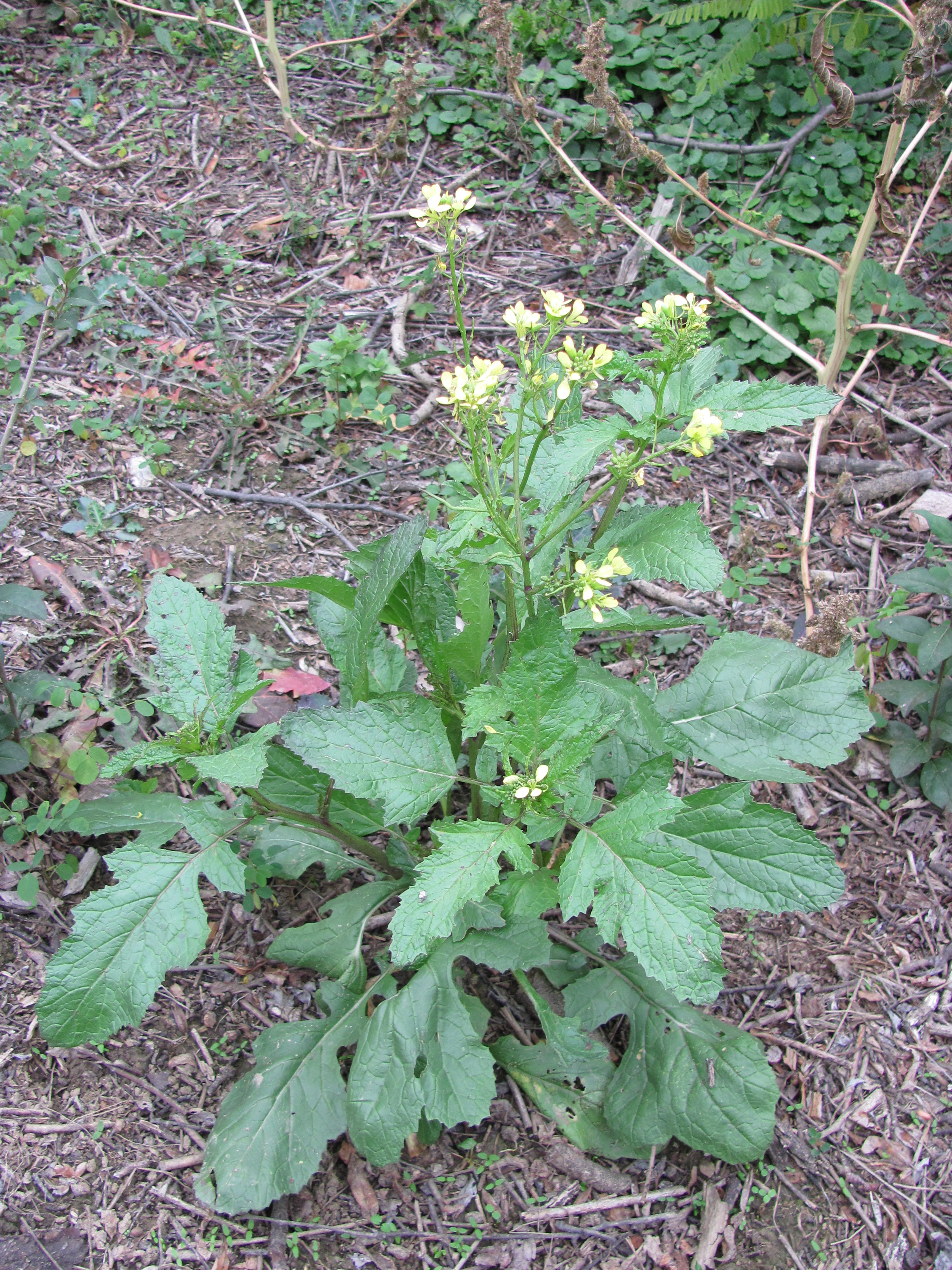
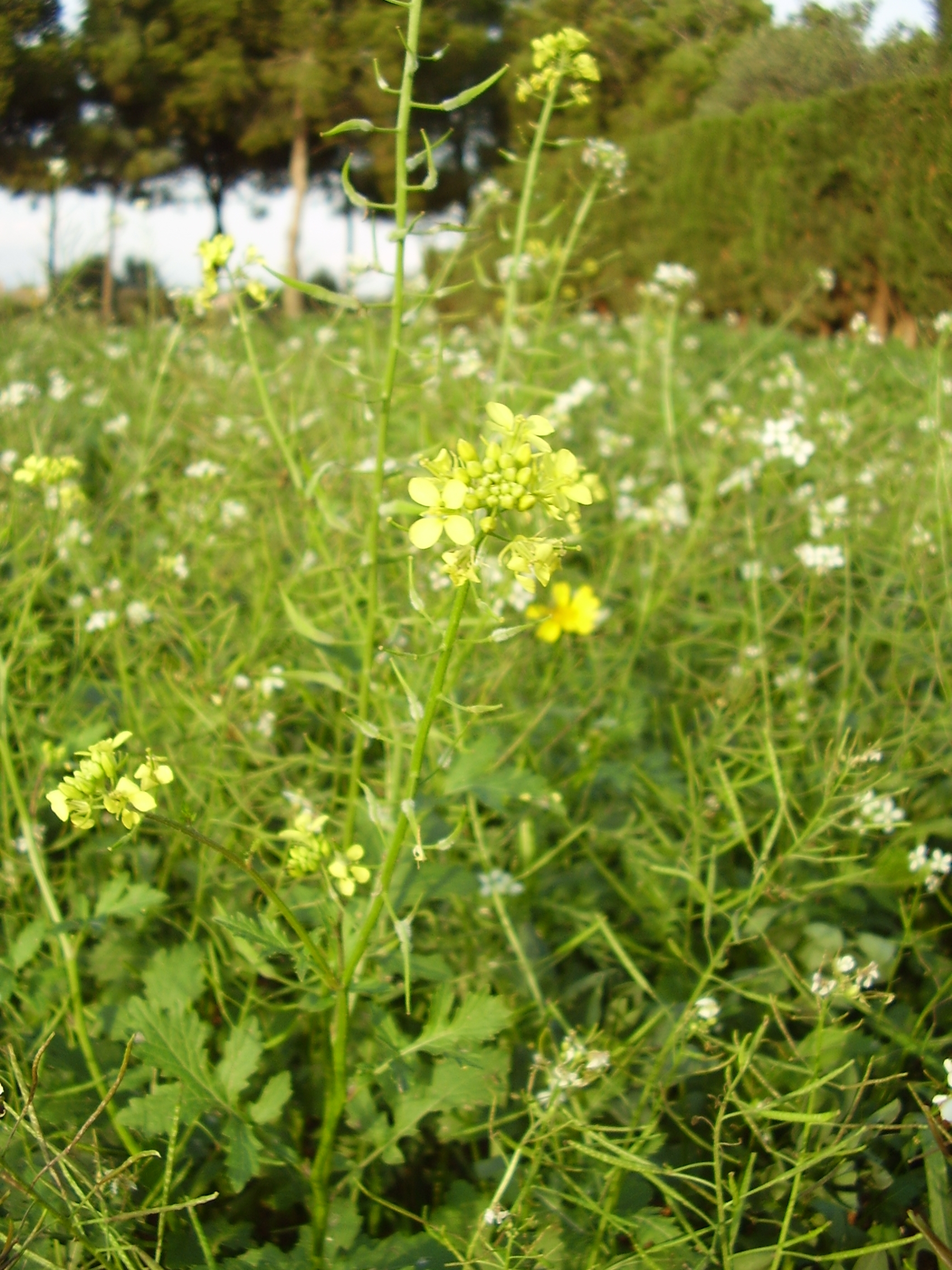